# دیوید هنری هوانگ
دیوید هنری هوانگ (انگلیسی: David Henry Hwang؛ زادهٔ ۱۱ اوت ۱۹۵۷) نمایشنامه‌نویس، فیلم‌نامه‌نویس، لیبرتوو ترانه سرای اهل ایالات متحده آمریکا است.
وی همچنین برندهٔ جوایزی همچون کمک‌هزینه گوگنهایم شده‌است.